# Наваррия, Мара
Мара Наваррия (итал. Mara Navarria, род. 18 июля 1985 года, Удине, Италия) — итальянская фехтовальщица на шпагах. Чемпионка мира 2018 года в личных соревнованиях, многократный призер чемпионатов мира и Европы в личных и командных турнирах, бронзовый призёр Олимпийских игр 2020 в Токио в командных соревнованиях.

## Биография
Родилась 18 июля 1985 года в итальянском городе Удине. Она начала заниматься фехтованием в 10 лет в небольшом городке Сан-Джорджо-ди-Ногаро, который находится недалеко от её малой родины. Мара родилась в спортивной семье. Её сестра — Катерина Наваррия — тоже профессионально занимается фехтованием и является серебряным призёром Европейских игр 2015 года в командной сабле, брат Энрико также фехтует на саблях. Мара окончила Римский университет Тор Вергата по специальности «Спортивная наука».
Первых значимых успехов добилась в 2010 году, когда на чемпионате Европы стала серебряным призёром в командном турнире. В следующем сезоне поднялась на третью строчку в той же дисциплине, но уже на домашнем чемпионате мира. Благодаря этим результатам Наваррия получила возможность выступить на Олимпийских играх 2012. На главном старте четырёхлетия она выступила неудачно: в личной шпаге она проиграла в первом же поединке, а в командном турнире сборная Италии уступила в 1/4 финала американкам. Будучи беременной, Наваррия выступала на Олимпиаде, а в 2013 году она родила сына Самуэле.
В 2014 году Наваррия успешно возобновила карьеру после рождения сына: она стала бронзовым призёром в командной шпаге как на чемпионате Европы, так и на мировом первенстве. Через год на чемпионате Европы она повторила результат в командном турнире.
Главным достижением в карьере стала победа на чемпионате мира 2018 года: Наваррия стала чемпионкой мира в личном первенстве, победив в финальном поединке титулованную румынку Ану Марию Попеску.
В 2019 году Наваррия не смогла подтвердить свой титул чемпионки мира, однако в командном первенстве итальянка стала бронзовым призёром чемпионатов мира и Европы.

## Лучшие результаты

### Чемпионаты мира
- Золото — чемпионат мира 2018 года (Уси, Китай)
- Бронза — чемпионат мира 2011 года (Катания, Италия) (команды)
- Бронза — чемпионат мира 2014 года (Казань, Россия) (команды)
- Бронза — чемпионат мира 2019 года (Будапешт, Венгрия) (команды)

### Чемпионаты Европы
- Серебро — чемпионат Европы 2010 года (Лейпциг, Германия) (команды)
- Бронза — чемпионат Европы 2014 года (Страсбург, Франция) (команды)
- Бронза — чемпионат Европы 2015 года (Монтрё, Швейцария) (команды)
- Бронза — чемпионат Европы 2019 года (Дюссельдорф, Германия) (команды)